# Ігор Кучук
Ігор Кучук (рум. Igor Cuciuc; нар. 14 вересня 1983, Келінешть Фалештського району) - молдовський музикант, виконавець у стилі народної музики.

## Біографія
Ігор Кучук народився в 1983 році в селі Келінешть Фалештського району, на той час Молдавської РСР. Перші музичні кроки зробив в музичному коледжі імені Штефана Няги. Згодом, закінчив факультет народного співу Академії музики, театру і образотворчих мистецтв імені Г. Музическу в Кишиневі. 
В 2007 році отримав трофей Фестивалю-конкурсу імені Ніколає Сулака. У 2009 році випустив сольний альбом з назвою „Mi-ai dat o fetiță Doamne”.
У 2011 році випустив кліп на пісню „Moldoveni veniți acasă” (Молдовани, повертайтесь додому).
Нині соліст оркестру народної музики "Брати Адвахови" (рум. „Frații Advahov”).

## Дискографія

### Відеокліпи
- 99 de cumătri (2009)
- Domn Vasile (2009)
- Nea Costică (2010)
- Viața de Haiduc (2011)
- Moldoveni veniți acasă (2011)
- Sărbătoarea-i Mare (2012)
- Moldoveanul cât trăiește (2012)
- Zeama de găină (2015)

## Зовнішні посилання
- Nici "99 de cumătri" nu l-au ajutat. [Архівовано 23 травня 2017 у Wayback Machine.] Igor Cuciuc a fost la un pas să ia bătaie într-un local din capitală [Архівовано 23 травня 2017 у Wayback Machine.] // publika.md
- Igor Cuciuc și-a făcut o zi de naștere ca o nuntă! // unica.md
- Cât cer interpreții din Moldova pentru „o cântare” la nuntă // blog.marry.md

Дискографія
- Muzică populară cu Igor Cuciuc din Basarabia [Архівовано 15 липня 2017 у Wayback Machine.] muzicapopulara.net